# Grand Prix de Monaco de Formule 3
Le Grand Prix de Monaco de Formule 3, est une course de monoplaces, généralement servant de support au Grand Prix automobile de Monaco.

## Histoire
La première course se déroule en 1950, dans le cadre de la Formule 3 et voit la victoire du Britannique Stirling Moss. Après une absence de plusieurs années, l'épreuve fait son retour en 1959. La Formule Junior est remplacée par la Formule 2 et la Formule 3 en 1964, et l'épreuve n'est disputée uniquement que par des Formule 3. Lors de la création du championnat d'Europe de Formule 3, la course monégasque ne fait pas partie du calendrier mais continue d'attirer annuellement de nombreux pilotes, en tant que course unique.
Après la fin du championnat d'Europe, seules deux courses majeures de Formule 3 subsistent : les Masters de Formule 3 et le Grand Prix de Monaco de Formule 3. En 1997, la course est remplacée par une course comptant pour le championnat international de Formule 3000, qui existe jusqu'en 2004. En 2005, le Grand Prix de Monaco de Formule 3 fait son retour dans le cadre des F3 Euroseries, mais le championnat, suivant régulièrement le championnat DTM n'y retourne plus par la suite. Depuis 2005, le circuit de Monaco accueille le même week-end, les courses de Formule 1, de GP2 Series et de Formula Renault 3.5 Series.
Le retour du championnat d'Europe de Formule 3 en 2012 laisse un temps présager le retour de la course monégasque au calendrier avant que les organisateurs décident définitivement de se tourner vers le Grand Prix de Pau, organisé une semaine plus tôt sur le circuit de Pau, autre tracé urbain relevé et difficile et considéré comme le "petit frère" du Grand Prix monégasque.

## Palmarès
Seuls trois pilotes ont remporté à deux reprises le Grand Prix de Monaco de Formule 3 : Peter Arundell en 1961 et 1962, Alain Ferté en 1981 et 1982, puis Gianantonio Pacchioni (pl) en 1993 et 1995.
La meilleure équipe de l'épreuve est Oreca, vainqueur à six reprises (Alain Ferté en 1981 et 1982, Michel Ferté en 1983, Pierre-Henri Raphanel en 1985, Yannick Dalmas en 1986 et Laurent Aïello en 1990). Suit ensuite Martini, Lotus, Matra, Prema Powerteam et Opel Team BSR.
Les châssis Martini se sont imposés à dix reprises entre 1973 et 1986. Dallara s'est imposé neuf fois depuis 1988. Lotus s'est imposé quatre fois, Cooper, trois, Matra, Tecno, March, Ralt et Reynard, deux.
Côté motoriste, c'est Ford qui domine avec 12 victoires en tant que motoriste. Suivent Alfa Romeo avec 7 victoires, Toyota, Volkswagen et Opel avec 4 victoires, Fiat avec 3 victoires, Renault et BMC avec 2 victoires et enfin JAP, Lancia, Mercedes-Benz et Mecachrome avec une victoire chacun.
| Année       | Vainqueur                  | Équipe                          | Voiture                 | Moteur        |
| ----------- | -------------------------- | ------------------------------- | ----------------------- | ------------- |
| 1950        | Stirling Moss              | Stirling Moss                   | Cooper T11              | JAP           |
| 1951 - 1958 | Non tenu                   | Non tenu                        | Non tenu                | Non tenu      |
| 1959        | Michael May                | Michael May                     | Automobili Stanguellini | Fiat          |
| 1960        | Henry Taylor               | Ken Tyrrell                     | Cooper T52              | BMC           |
| 1961        | Peter Arundell             | Team Lotus                      | Lotus 20                | Ford          |
| 1962        | Peter Arundell             | Team Lotus                      | Lotus 22                | Ford          |
| 1963        | Richard Attwood            | Midland Racing Partnership      | Lola Mk5A               | Ford          |
| 1964        | Jackie Stewart             | Tyrrell                         | Cooper T72              | BMC           |
| 1965        | Peter Revson               | Ron Harris Racing Division      | Lotus 35                | Ford          |
| 1966        | Jean-Pierre Beltoise       | Matra Sports                    | Matra MS5               | Ford          |
| 1967        | Henri Pescarolo            | Matra Sports                    | Matra MS6               | Ford          |
| 1968        | Jean-Pierre Jaussaud       | Ecurie Arnold                   | Tecno 68                | Ford          |
| 1969        | Ronnie Peterson            | Squadra Robardie                | Tecno 69                | Ford          |
| 1970        | Tony Trimmer               | Race Cars International         | Brabham BT28            | Ford          |
| 1971        | David Walker               | Gold Leaf Team Lotus            | Lotus 69                | Ford          |
| 1972        | Patrick Depailler          | Société des Automobiles Alpine  | Alpine A364             | Renault       |
| 1973        | Jacques Laffite            | BP France                       | Martini MK12            | Ford          |
| 1974        | Tom Pryce                  | Ippokampos Racing               | March 743               | Ford          |
| 1975        | Renzo Zorzi                | Scuderia Mirabella Mille Miglia | GRD (en) 374            | Lancia        |
| 1976        | Bruno Giacomelli           | March Racing                    | March 763               | Toyota        |
| 1977        | Didier Pironi              | Écurie Elf                      | Martini MK21            | Toyota        |
| 1978        | Elio De Angelis            | Racing Team Everest             | Chevron B38             | Toyota        |
| 1979        | Alain Prost                | Écurie Elf                      | Martini MK27            | Renault       |
| 1980        | Mauro Baldi                | Automobiles Martini             | Martini MK31            | Toyota        |
| 1981        | Alain Ferté                | BP Racing                       | Martini MK34            | Alfa Romeo    |
| 1982        | Alain Ferté                | Total                           | Martini MK37            | Alfa Romeo    |
| 1983        | Michel Ferté               | Oreca                           | Martini MK39            | Alfa Romeo    |
| 1984        | Ivan Capelli               | Enzo Coloni Racing              | Martini MK42            | Alfa Romeo    |
| 1985        | Pierre-Henri Raphanel      | Oreca                           | Martini MK45            | Alfa Romeo    |
| 1986        | Yannick Dalmas             | Oreca                           | Martini MK49            | Volkswagen    |
| 1987        | Didier Artzet              | Monaco Sponsoring               | Ralt RT31               | Volkswagen    |
| 1988        | Enrico Bertaggia           | Forti Corse                     | Dallara F388            | Alfa Romeo    |
| 1989        | Antonio Tamburini (en)     | Prema Racing                    | Reynard 893             | Alfa Romeo    |
| 1990        | Laurent Aïello             | Oreca                           | Dallara F390            | Volkswagen    |
| 1991        | Jörg Müller                | Bongers Motorsport              | Reynard 913             | Volkswagen    |
| 1992        | Marco Werner               | G+M Escom Motorsport            | Ralt RT36               | Opel          |
| 1993        | Gianantonio Pacchioni (pl) | Tatuus                          | Dallara F393            | Fiat          |
| 1994        | Giancarlo Fisichella       | RC Motorsport                   | Dallara F394            | Opel          |
| 1995        | Gianantonio Pacchioni (pl) | Prema Powerteam                 | Dallara F395            | Fiat          |
| 1996        | Marcel Tiemann             | Opel Team BSR                   | Dallara F396            | Opel          |
| 1997        | Nick Heidfeld              | Opel Team BSR                   | Dallara F397            | Opel          |
| 1998 - 2004 | Non tenu                   | Non tenu                        | Non tenu                | Non tenu      |
| 2005        | Lewis Hamilton             | ASM Formule 3                   | Dallara F305            | Mercedes-Benz |
| 2006 - 2022 | Non tenu                   | Non tenu                        | Non tenu                | Non tenu      |
| 2023        | Gabriele Minì              | Hitech Grand Prix               | Dallara F3 2019         | Mecachrome    |
| 2024        | Gabriele Minì              | Prema Powerteam                 | Dallara F3 2019         | Mecachrome    |
| 2025        | Nikola Tsolov              | Campos Racing                   | Dallara F3 2025         | Mecachrome    |

- sur fond rose, les courses dans le cadre de la Formule 3 en 1950, et de la Formule Junior de 1959 à 1963